# Svaneholmssjön
Svaneholmssjön is een meer in de gemeente Skurup in het Zweedse landschap Skåne. 
Het meer ligt iets ten noorden van de Skurup. Aan het meer ligt het kasteel Svaneholms slot. In dit slot kan men visvergunningen kopen om op het meer te mogen vissen en roeiboten huren.
De rivier de Skivarpsån watert af in het meer.